# Månhöjdtjärnen
Månhöjdtjärnen är en sjö i Filipstads kommun i Värmland och ingår i Göta älvs huvudavrinningsområde. Månhöjdtjärnen ligger i Munkmossarna Natura 2000-område.